# Бурков, Пётр Леонидович
Пётр Леонидович Бурков (1876, Российская империя — ?) — русский военный  деятель,  полковник. Герой Первой мировой войны.

## Биография
В службу вступил в 1894 году после окончания Полоцкого кадетского корпуса. В 1895 году после окончания Константиновского артиллерийского училища по I разряду произведён в подпоручики и выпущен в 20-ю конно-артиллерийскую бригаду. В 1899 году произведён в поручики, в 1903 году в штабс-капитаны.
В 1904 году окончил Николаевскую военную академию по II разряду. В 1907 году произведён в капитаны, командир батареи 11-го конно-артиллерийского дивизиона. С 1912 года подполковник — командир 11-й конно-артиллерийской батареи. С 1914 года участник Первой мировой войны во главе своей батареи. В 1916 году произведён в полковники — командир 2-го конно-артиллерийского дивизиона.

Высочайшим приказом от 8 ноября 1914 года за храбрость награждён Георгиевским оружием: 
За то, что  25-го июля 1914 года, будучи назначен начальником отряда и получив приказание захватить мост у дер. Шиманен, занятый противником, a затем выдвинуться впереди и испортить железную дорогу на участке Сольдау - Нейденбург, несмотря на упорную оборону противником моста, личным примером своим содействовал успеху захвата переправы и обеспечив таковую за собой, выдвинулся к железной дороге, где и прикрывал работу конно-саперной команды по взрыву полотна железной дороги

Высочайшим приказом от 28 июля 1915 года  за храбрость был награждён орденом Святого Георгия 4-й степени: 
За то, что в боях с 16-го августа 1914 года в составе войск 2-й армии при исключительно трудных условиях и полном окружении противником частей ее, состоя начальником авангарда отряда генерал-майора барона Штемпеля, опрокинул преграждавшие у д. Конвизен путь отступления части противника, личным примером мужества ободрял части авангарда и своими дальнейшими действиями дал возможность отряду в порядке отойти в указанном ему направлении, не оставив противнику трофеев

## Награды
- Орден Святой Анны 3-й степени с мечами и бантом (Мечи — ВП 07.12.1916)
- Орден Святого Станислава 2-й степени с мечами (Мечи — ВП 25.12.1914)
- Орден Святой Анны 2-й степени  с мечами (Мечи — ВП 07.06.1916)
- Георгиевское оружие (ВП 08.11.1914)
- Орден Святого Георгия 4-й степени (ВП 28.07.1915)